# 이집트 국왕
이집트 국왕(아랍어: ملك مصر 말리크 미스르[*])은 1922년에서 1951년까지 이집트 왕국의 군주가 사용하던 칭호이다. 영국이 1922년 2월 28일 일방적인 이집트 독립 선언을 발표하여 이집트에 대한 보호령을 종료하자, 이집트 술탄 푸아드 1세는 1922년 3월 15일에 칙령을 발표하여 이집트 국왕 칭호를 채택했다. 이 칭호 변경은 이집트의 독립 지위 보장 및 이집트 왕국과 동시기에 새로 생성된 헤자즈 왕국, 시리아 및 이라크 왕국의 새 통치자들과 동일한 칭호를 부여받고자 하는 푸아드 1세의 욕망 때문인 것으로 알려졌다. 이집트 국왕으로 호칭된 유일한 군주는 푸아드 1세의 아들 파루크 1세였으며, 그의 칭호는 1936년 맺어진 앵글로-이집트 조약을 와프드 정부가 일방적으로 폐기하면서 1951년 10월에 이집트와 수단의 왕으로 변경되었다. 군주제는 1952년 이집트 혁명과 이집트 공화국 수립에 따라 1953년 6월 18일에 폐지되었으며, 당시 이집트 국왕이었던 갓난아기 푸아드 2세(파루크는 혁명 이후 퇴위함)는 이탈리아로 망명했다.

## 목록
1. 푸아드 1세(재위 : 1922년 ~ 1936년)
2. 파루크 1세(재위 : 1936년 ~ 1952년)
3. 푸아드 2세(재위 : 1952년 ~ 1953년)

## 같이 보기
- 파라오
- 파라오 목록